# 江漢 (進士)
江漢（1441年—？），字紀南，直隸寧國府旌德縣人，明朝政治人物。成化壬辰進士，官至湖廣寶慶府知府。

## 生平
應天府鄉試第七名舉人。成化八年（1472年）壬辰科進士。历礼部主事，升户部郎中。官至宝庆府知府。

## 家族
出身金鰲江氏。曾祖父江盛德。祖父江義興。父江尚智。子江文敏，弘治末進士，官至兵備副使。

## 遺跡
安徽江村老街現存江村父子进士坊，為表彰金鰲江氏四十八代江漢、江溥兄弟及四十九代江文敏而立。